# Comuna Snovîdovîci, Rokîtne
Snovîdovîci (în ucraineană Сновидовичі) este o comună în raionul Rokîtne, regiunea Rivne, Ucraina, formată din satele Budkî-Snovîdovîțki, Ostkî și Snovîdovîci (reședința).

## Demografie
Componența lingvistică a comunei Snovîdovîci
     Ucraineană (99,59%)
     Alte limbi (0,29%)
Conform recensământului din 2001, majoritatea populației comunei Snovîdovîci era vorbitoare de ucraineană (99,59%), existând în minoritate și vorbitori de alte limbi.